# Nicholas Schenck
Pour les articles homonymes, voir Schenck.
Nicholas Schenck (né le 14 novembre 1881 à Rybinsk en Russie, mort le 4 mars 1969 en Floride) est un producteur de cinéma et homme d'affaires américain. Il était associé à Marcus Loew et a sa mort a pris le contrôle de la compagnie Metro-Goldwyn-Mayer.

## Biographie
Né en Russie, il émigre aux États-Unis en 1893 alors qu'il était encore enfant. Il vend des journaux dans les rues de Harlem, et il commence sa carrière avec son frère Joseph M. Schenck, avec qui il achète le Palisades Amusement Park, un parc d'attraction de New York. Il s'associe à Marcus Loew en 1910, en tant que secrétaire de Loew Theatrical Enterprises. Il devient par la suite président de Loew's, Inc., puis de la Metro-Goldwyn-Mayer jusqu'à sa retraite en 1955. Sous sa direction le studio a produit une grande quantité de films, avec des vedettes comme Lon Chaney, Joan Crawford, Jean Harlow, Clark Gable, Spencer Tracy, Katharine Hepburn ou Judy Garland. En 1927 sa fortune et celle de son frère est estimée à 20 millions de dollars, et il est considéré comme la 8e fortune des États-Unis à l'époque. Il était surnommé « le général ». Il meurt à Miami en Floride en 1969. Il a une fille Marti Stevens, chanteuse et actrice.

## Hommage
Dans le film Ave, César ! des frères Coen évoquant Hollywood dans les années 1950, le patron du personnage joué par Josh Brolin est nommé Nick Schenck.